# Pollenia stigi
Pollenia stigi är en tvåvingeart som beskrevs av Knut Rognes 1992. Pollenia stigi ingår i släktet vindsflugor, och familjen spyflugor.
Artens utbredningsområde är Marocko. Inga underarter finns listade i Catalogue of Life.